# Dronningborgs amt
Dronningborgs amt (danska: Dronningborg Amt) var ett amt som omfattade ett område på den nordöstra delen av halvön Jylland i Danmark. Utöver residensstaden Randers, omfattade det även städerna Hobro och Mariager.

## Administrativ historik
Dronningborgs amt bildades när Danmarks län ersattes av amt 1662 och ersatte då det dåvarande slottslänet Dronningborgs län.
Amtet upphörde i samband med amtsreformen 1793 då det till större delen blev en del av det då nybildade Randers amt, medan Houlbjergs och Sønderlyngs härader fördes till Viborgs amt och Galtens härad fördes till Århus amt. 1799 fördes dock Galtens härad över från Århus amt till Randers amt.
I samband med kommunreformen 1970 upphörde Randers amt då det till större delen blev en del av Århus amt, medan en mindre del kring staden Hobro fördes till Nordjyllands amt. Sedan kommunreformen 2007 tillhör större delen av området Region Mittjylland, medan ett mindre område vid Mariagerfjorden tillhör Region Nordjylland.

## Härader
Dronningborgs amt omfattade åtta härader:
- Galtens härad
- Gjerlevs härad
- Houlbjergs härad
- Nørhalds härad
- Onsilds härad
- Rougsø härad
- Støvrings härad
- Sønderlyngs härad